# Chlorochaeta nigromacularia
Chlorochaeta nigromacularia är en fjärilsart som beskrevs av John Henry Leech 1897. Chlorochaeta nigromacularia ingår i släktet Chlorochaeta och familjen mätare. Inga underarter finns listade i Catalogue of Life.